# Герреро, Иван
Ма́рио Ива́н Герре́ро Рами́рес (исп. Mario Iván Guerrero Ramírez; род. 30 ноября 1977 года, Комаягуа, Гондурас) — гондурасский футболист и тренер, выступавший на позиции защитника за национальную сборную Гондураса.

## Карьера
Родился в Комаягуа в одноимённом департаменте. Начал карьеру в составе клуба «Мотагуа». В 2000 году вместе с соотечественником Хайро Мартинесом перешёл в клуб английского чемпионшипа «Ковентри Сити». 28 октября 2000 года дебютировал в матче Премьер-Лиги против «Сандерленда». 4 ноября сыграл полный матч против «Манчестер Юнайтед» (1:2). В сезоне 2000/2001 выступал за клуба в чемпионшипе, 15 сентября 2001 года дебютировал в высшем дивизионе Англии против «Шеффилд Юнайтед». В октябре 2000 года покинул «Ковентри Сити». 1 июля 2000 года вернулся в «Мотагуа».
В июле 2004 года стал игроком уругвайского «Пеньяроля». 10 февраля 2004 года дебютировал в матче Копа Либертадорес против клуба «Америка». В 2005 году перешёл в клуб МЛС «Чикаго Файр». 30 октября в матче плей-офф Кубка MLS против «Ди Си Юнайтед» забил два гола. 2 апреля 2005 года дебютировал за клуб в матче MLS против «Даллас». 4 июня забил дебютный гол в ворота «Чивас США».
В конце сезона 2004/2005 принял участие в Матч всех звёзд MLS; стал игроком и защитником года «Чикаго Файр». 21 ноября 2007 года на расширенном драфте MLS был выбран клубом «Сан-Хосе Эртквейкс». 4 апреля 2008 года дебютировал за клуб в матче против «Лос-Анджелес Гэлакси». 23 мая забил гол против «Динамо Хьюстон» и принёс волевую победу (2:1). 31 июля 2008 года был обменян в клуб «Ди Си Юнайтед». 3 августа 2008 года дебютировал за клуб против «Спортинг-Канзас Сити».
В феврале 2009 года, Герреро был обменян в клуб «Колорадо Рэпидз» в рамках сделки по возвращению в «Ди Си Юнайтед» Кристиана Гомеса. 22 марта дебютировал за «Колорадо» против «Чивас США». 17 июня был отстранён от тренировок с командой.
На правах свободного агента вернулся «Мотагуа». 8 апреля 2010 года в дебютном матче после возвращения против клуба «Вида» забил свой первый гол. 17 августа в матче Лига чемпионов КОНКАКАФ против «ЛА Гэлакси» был удалён с поля. В конце декабря 2011 года покинул клуб.
24 января 2013 года подписал контракт с клубом NASL «Форт-Лодердейл Страйкерс». 21 апреля 2013 года дебютировал за клуб в матче против «Норт Каролина». После увольнения главного тренера Марсело Невелеффа был назначен и. о. на матч против «Миннесота Юнайтед». После назначения Гюнтера Кронштайнера занял пост помощника главного тренера.

## Карьера в сборной
Дебютировал за сборную Гондураса в матче группового этапа Кубка наций Центральной Америки 1999 против Белиза. На турнире сыграл в матчах против Коста-Рики, Сальвадора и Гватемалы. Выступал на Золотом кубке КОНКАКАФ 2000 против Ямайки, Колумбии и Перу.
| Матчи Герреро за сборную Гондураса | Матчи Герреро за сборную Гондураса | Матчи Герреро за сборную Гондураса | Матчи Герреро за сборную Гондураса | Матчи Герреро за сборную Гондураса | Матчи Герреро за сборную Гондураса   | Матчи Герреро за сборную Гондураса |
| №                                  | Дата                               | Оппонент                           | Счёт                               | Голы                               | Соревнование                         |                                    |
| ---------------------------------- | ---------------------------------- | ---------------------------------- | ---------------------------------- | ---------------------------------- | ------------------------------------ | ---------------------------------- |
| 1                                  | 19 марта 1999                      | Белиз                              | 5:1                                | —                                  | Кубок наций Центральной Америки 1999 |                                    |
| 2                                  | 21 марта 1999                      | Коста-Рика                         | 1:0                                | —                                  | Кубок наций Центральной Америки 1999 |                                    |
| 3                                  | 24 марта 1999                      | Сальвадор                          | 3:1                                | —                                  | Кубок наций Центральной Америки 1999 |                                    |
| 4                                  | 26 марта 1999                      | Коста-Рика                         | 1:2                                | —                                  | Кубок наций Центральной Америки 1999 |                                    |
| 5                                  | 28 марта 1999                      | Гватемала                          | 0:2                                | —                                  | Кубок наций Центральной Америки 1999 |                                    |
| 6                                  | 29 января 2000                     | Эквадор                            | 1:1                                | —                                  | Товарищеский матч                    |                                    |
| 7                                  | 14 февраля 2000                    | Ямайка                             | 0:2                                | —                                  | Золотой кубок КОНКАКАФ 2000          |                                    |
| 8                                  | 16 февраля 2000                    | Колумбия                           | 2:0                                | —                                  | Золотой кубок КОНКАКАФ 2000          |                                    |
| 9                                  | 19 февраля 2000                    | Перу                               | 3:5                                | —                                  | Золотой кубок КОНКАКАФ 2000          |                                    |
| 9                                  | 4 марта 2000                       | Никарагуа                          | 3:0                                | 41′                                | Отбор ЧМ—2002                        |                                    |
| 10                                 | 8 марта 2000                       | Эквадор                            | 1:3                                | —                                  | Товарищеский матч                    |                                    |
| 11                                 | 23 марта 2000                      | Чили                               | 5:2                                | —                                  | Товарищеский матч                    |                                    |
| 12                                 | 2 апреля 2000                      | Панама                             | 1:0                                | —                                  | Отбор ЧМ—2002                        |                                    |
| 13                                 | 16 апреля 2000                     | Никарагуа                          | 0:1                                | —                                  | Отбор ЧМ—2002                        |                                    |
| 14                                 | 7 мая 2000                         | Панама                             | 3:1                                | —                                  | Отбор ЧМ—2002                        |                                    |
| 15                                 | 3 июня 2000                        | Гаити                              | 4:0                                | —                                  | Отбор ЧМ—2002                        |                                    |
| 16                                 | 17 июня 2000                       | Гаити                              | 1:3                                | —                                  | Отбор ЧМ—2002                        |                                    |
| 17                                 | 16 июля 2000                       | Сальвадор                          | 2:5                                | —                                  | Отбор ЧМ—2002                        |                                    |
| 18                                 | 23 июля 2000                       | Ямайка                             | 3:1                                | —                                  | Отбор ЧМ—2002                        |                                    |
| 19                                 | 16 августа 2000                    | Сент-Винсент и Гренадины           | 6:0                                | —                                  | Отбор ЧМ—2002                        |                                    |
| 20                                 | 3 сентября 2000                    | Сальвадор                          | 5:0                                | —                                  | Отбор ЧМ—2002                        |                                    |
| 21                                 | 8 октября 2000                     | Ямайка                             | 1:0                                | —                                  | Отбор ЧМ—2002                        |                                    |
| 22                                 | 28 февраля 2001                    | Коста-Рика                         | 2:2                                | —                                  | Отбор ЧМ—2002                        |                                    |
| 23                                 | 22 марта 2001                      | Чили                               | 3:1                                | —                                  | Товарищеский матч                    |                                    |
| 24                                 | 25 марта 2001                      | США                                | 1:2                                | —                                  | Отбор ЧМ—2002                        |                                    |
| 25                                 | 23 мая 2001                        | Панама                             | 1:2                                | —                                  | Кубок наций Центральной Америки 2001 |                                    |
| 26                                 | 25 мая 2001                        | Никарагуа                          | 10:2                               | 22′                                | Кубок наций Центральной Америки 2001 |                                    |
| 27                                 | 27 мая 2001                        | Сальвадор                          | 1:1                                | —                                  | Кубок наций Центральной Америки 2001 |                                    |
| 28                                 | 16 июня 2001                       | Тринидад и Тобаго                  | 2:4                                | —                                  | Отбор ЧМ—2002                        |                                    |
| 29                                 | 20 июня 2001                       | Мексика                            | 3:1                                | —                                  | Отбор ЧМ—2002                        |                                    |
| 30                                 | 1 июля 2001                        | Коста-Рика                         | 2:3                                | —                                  | Отбор ЧМ—2002                        |                                    |
| 31                                 | 1 сентября 2001                    | США                                | 2:3                                | —                                  | Отбор ЧМ—2002                        |                                    |
| 32                                 | 5 сентября 2001                    | Ямайка                             | 1:0                                | —                                  | Отбор ЧМ—2002                        |                                    |
| 33                                 | 7 октября 2001                     | Тринидад и Тобаго                  | 0:1                                | —                                  | Отбор ЧМ—2002                        |                                    |
| 34                                 | 11 ноября 2001                     | Мексика                            | 3:0                                | —                                  | Отбор ЧМ—2002                        |                                    |
| 35                                 | 2 апреля 2003                      | Парагвай                           | 1:1                                | —                                  | Товарищеский матч                    |                                    |
| 36                                 | 25 января 2004                     | Норвегия                           | 3:1                                | —                                  | Товарищеский матч                    |                                    |
| 37                                 | 18 февраля 2004                    | Колумбия                           | 1:1                                | —                                  | Товарищеский матч                    |                                    |
| 38                                 | 31 марта 2004                      | Ямайка                             | 2:2                                | —                                  | Товарищеский матч                    |                                    |
| 39                                 | 28 апреля 2004                     | Эквадор                            | 1:1                                | —                                  | Товарищеский матч                    |                                    |
| 40                                 | 12 июня 2004                       | Нидерландские Антилы               | 1:2                                | —                                  | Отбор ЧМ—2006                        |                                    |

## Достижения

### Клуб
«Мотагуа»
- Чемпионат Гондураса по футболу: 1997/1998, 1997/1998, 1999/2000, 2010/2011
- Суперкубок Гондураса: 1997/1998

«Ди Си Юнайтед»
- Открытый кубок США по футболу: 2008

«Чикаго Файр»
- Открытый кубок США по футболу: 2006